# FK Tauras Tauragė
FK Tauras Tauragė is een Litouwse voetbalclub uit Tauragė.
De club werd opgericht in 1922 en werd in 1987 kampioen van de Litouwse Socialistische Sovjetrepubliek. In 1989 werd de bekerfinale bereikt. Na de onafhankelijkheid begin de club in de A Lyga. Het seizoen 1994/95 werd in de 1 Lyga gespeeld maar daarna werd tot 1998 weer op het hoogste niveau gespeeld. In 2006 zakte Tauras voor één seizoen naar de II Lyga. In 2009 werd Tauras kampioen in de 1 Lyga en was de club bekerfinalist. In 2013 degradeerde de club en in 2015 zakte Tauras naar het derde niveau. Na een jaar inactiviteit keerde de club in 2017 terug in de 1 Lyga.

## Historische namen
- 1922 – Tauras
- 1947 – Žalgiris
- 1957 – Maistas
- 1959 – Maisto Sporto Klubas (MSK)
- 1962 – Tauras
- 1990 – Elektronas
- 1992 – Tauras-Karšuva
- 1995 – Tauras
- 2005 – Tauras ERRA
- 2008 – Tauras

## Erelijst
- SSR Litouwen

1987
- 1 Lyga

2009

## Tauras in Europa
#Q = #kwalificatieronde, T/U = Thuis/Uit, W = Wedstrijd, PUC = punten UEFA coëfficiënten .
Uitslagen vanuit gezichtspunt FK Tauras Tauragė
| Seizoen | Competitie    | Ronde | Land               | Club          | Totaalscore | 1e W    | 2e W       | PUC |
| ------- | ------------- | ----- | ------------------ | ------------- | ----------- | ------- | ---------- | --- |
| 2010/11 | Europa League | 1Q    | Vlag van Wales     | Llanelli AFC  | 5-4         | 2-2 (U) | 3-2 nv (T) | 1.5 |
|         |               | 2Q    | Vlag van Cyprus    | APOEL Nicosia | 1-6         | 0-3 (T) | 1-3 (U)    | 1.5 |
| 2011/12 | Europa League | 2Q    | Vlag van Nederland | ADO Den Haag  | 2-5         | 2-3 (T) | 0-2 (U)    | 0.0 |

Totaal aantal punten voor UEFA coëfficiënten: 1.5
Zie ook
- Deelnemers UEFA-toernooien Litouwen
- Ranglijst van alle clubs die in de diverse Europa Cups zijn uitgekomen

## (Oud-)spelers
- Regilio Seedorf